# Max Sperling
Max Sperling (4 de septiembre de 1905 - 6 de junio de 1984) fue un oficial alemán en la Wehrmacht durante la II Guerra Mundial que brevemente comandó la 9.ª División Panzer. Fue condecorado con la Cruz de Caballero de la Cruz de Hierro de la Alemania Nazi.

## Condecoraciones
- Cruz de Caballero de la Cruz de Hierro el 6 de abril de 1944 como Mayor y comandante del Panzergrenadier-Regiment 11[1]